# Zhang Yuehong
Zhang Yuehong (chiń. 張越紅, ur. 9 listopada 1975 w Shenyangu) – chińska siatkarka, złota medalistka igrzysk olimpijskich, pucharu świata, igrzysk azjatyckich i mistrzostw Azji.

## Życiorys
Zhang w czasie gry w reprezentacji Chin tryumfowała podczas rozgrywanych w Japonii pucharu wielkich mistrzyń 2001 i pucharu świata 2003. Zdobyła cztery medale Grand Prix – trzy srebrne zdobyte w 2001 w Makau, w 2002 w Hongkongu i w 2007 w Ningbo oraz złoty zdobyty w 2003 w Andrii. W dorobku ma także mistrzostwo wywalczone podczas igrzysk azjatyckich 2002 w Pusan i trzy medale mistrzostw Azji, dwa złote z 2001 i 2003 oraz srebrny z 2007. Reprezentowała Chińską Republikę Ludową na Letnich Igrzyskach Olimpijskich 2004 w Atenach. Zagrała wówczas w dwóch z pięciu meczów fazy grupowej oraz w finałowym pojedynku o złoto z Rosją.
W latach 1995–2002 była zawodniczką klubu Liaoning Brilliance Auto, z którym w lidze chińskiej zajęła 3. miejsce w 2001 i 2. miejsce w 2002. Następnie przez jeden sezon grała we francuskim RC Cannes, gdzie tryumfowała w Ligue A, pucharze Francji i lidze mistrzyń. Następnie wróciła do Chin, gdzie grała w Beijing BAW przez jeden sezon, a później ponownie w Liaoning, z którym wywalczyła mistrzostwo i wicemistrzostwo kraju odpowiednio w 2006 i 2007. Podczas gry w Tianjin Bridgestone w sezonie 2007/2008 po raz kolejny zajęła 1. miejsce w krajowej lidze, a ponadto tryumfowała w klubowych mistrzostwach Azji. W sezonie 2008/2009 była zawodniczką japońskiego zespołu Toray Arrows i wygrała V.League oraz zajęła 3. miejsca w pucharze cesarza i klubowych mistrzostwach kontynentu.